# Giacomo Macrì
Giacomo Macrì (Messina, 28 settembre 1831 – Messina, 28 dicembre 1908) è stato un giurista e politico italiano.
Fu rettore dell'Università degli studi di Messina dal 1895 al 1896, e autore di una monografia sulla vita e le opere del matematico messinese del XVI secolo Francesco Maurolico.

## Biografia
Nato a Messina nel 1831 da Silvestro (Magrì) (n. 1794) e da Filippa Sant'Angelo, dedito agli studi umanistici, fu allievo di alcuni tra i più illustri maestri messinesi del tempo quali Giovanni Saccano, Riccardo Mitchell e Felice Bisazza, seguendo le lezioni private di filosofia tenute da Antonio Catara Lettieri.
Nel 1850 si iscriveva alla facoltà di giurisprudenza della Regia Università di Messina collaborando con gli studi degli avvocati Francesco De Luca e Giovanni Savoia.
Nell'anno accademico 1865-1866 cominciò la sua carriera di docente presso la R. Università di Messina come incaricato alla cattedra di Diritto costituzionale, successivamente fu professore ordinario di Diritto amministrativo e di Scienza dell'amministrazione; nella sua carriera accademica fu anche professore onorario dell'Università di Lima (in Perù), nonché membro di varie accademie sia nazionali che estere, tra cui l'Accademia Peloritana dei Pericolanti.
Morì il 28 dicembre 1908, vittima del tragico terremoto che sconvolse la città di Messina. In base a quanto riferisce una lapide del Gran Camposanto di Messina, la sua salma non venne mai identificata, poiché il sisma "ne disperse le ceneri".

## La scuola privata di diritto e l'impegno politico
Giacomo Macrì fu il fondatore di una delle scuole private di diritto più note della città di Messina nella seconda metà del XIX secolo.
La scuola privata di diritto di Giacomo Macrì, sia per le giovani frequentazioni che per la nota passione civile del suo fondatore, divenne ben presto luogo di ritrovo di attivisti politici.
L'impegno politico porterà Giacomo Macrì a essere eletto deputato nella VIII legislatura del Regno d'Italia nel 1864, in una elezione suppletiva per il collegio di Milazzo. Votò, fra l'altro, il trasferimento della capitale da Torino a Firenze.
Fu pure componente della Commissione permanente per il rifacimento dei codici.
Giacomo Macrì fu anche Medaglia di Bronzo per la “liberazione di Sicilia”: sul retro della stessa si legge “Italia e Casa di Savoia Liberazione di Sicilia 1860”, mentre sul fronte riporta l'effigie di Vittorio Emanuele II di Savoia.
Nel 1865 il Governo propose l'abolizione delle franchigie di Ancona, di Livorno e di Messina.
Come si legge negli "Atti della Camera dei deputati, seduta del 24 aprile 1865, fu per i concetti espressi dall'onorevole Macrì, “presentati in forma così ragionevole ed esposti con felicità di parole” che la Camera dei Deputati, abolite le franchigie di Ancona e Livorno, deliberò “che le franchigie di Messina si mantenessero fino a quando la via ferrata avesse congiunto Messina a Caltanissetta”.
A quei tempi Messina era ancora città opulenta di arte e di traffici commerciali una città borghese, che aveva goduto e godeva di numerosi privilegi.
Macrì fu ottimo amico di Giovanni Pascoli, che insegnò presso l'Università di Messina tra il 1897 e il 1902; le cronache del tempo narrano che “sul far della sera, spesso il Pascoli andava a trovare l'amico”.

## Giacomo Macrì e la piccola cittadina di Rodia
Sin dalla fine del XIX secolo, Giacomo Macrì era solito trascorrere il periodo estivo con tutta la famiglia nella piccola cittadina di Rodia.
Nel 1901 lo scrittore Tito Allevi, in un'opera descrittiva della provincia di Messina, ricorda di essere rimasto colpito, arrivato che fu a Sindaro (primo nome di Rodia) dalle numerose barche dei pescatori tirate in secca e dall'unica casa “borghese”, quella del Cav. Macrì.
Una curiosità: profondo e convinto cattolico, Giacomo Macrì, per voto e per espresso desiderio della moglie, eresse nel 1881 in Rodia una cappella gentilizia di famiglia.
Sul portale della quale, accanto allo stemma di famiglia 8 fece affiggere una lapide marmorea al ricordo, con inciso quanto segue " “A Dio Ottimo Massimo ed a nostra Donna delle Grazie eressero ed intitolarono questa chiesetta il cavaliere Giacomo Macrì e Giovannina Cesareo consorte, perché benedetti siano gli Autori dei loro giorni e perché tramandino i figliuoli, ora che la scienza si fa ribelle alla fede, durevole documento della religione di famiglia. Pierino, Marietta, Adolfo, Elvira, Ettore, Giulio. Onorate anche voi i genitori e adorate Dio Padre e Consolatore Supremo”
La cappella privata dei Macrì, aperta al popolo durante la messa, fu l'unica chiesa del luogo fino alla costruzione dell'attuale Chiesa di S. Maria delle Grazie.

## Il tributo della città di Messina
La sua effigie è stata immortalata nel 1927 sul fronte principale del Palazzo di Giustizia di Messina, Palazzo Piacentini, insieme a quelle di altri cinque celebri giuristi messinesi Dicearco di Messina, Guido delle Colonne, Antonio Fulci, Francesco Faranda e Andrea Di Bartolomeo.
Inoltre la Città di Messina, con Delibera del Comune n. 1634 del 19 luglio 1934, ha dedicato a Giacomo Macrì una delle sue vie del centro.

## Opere principali
- Corso del diritto amministrativo. Parte generale, Messina, 1878.
- Teoria del diritto internazionale vol. I e II, Messina, 1883.
- L'Ateneo messinese, Messina, 1885.
- Francesco Maurolico nella vita e negli scritti, Messina, 1894.
- Prolegomeni ad una dottrina della gerarchia civile, Messina, 1894.
- Francesco Maurolico nella vita e negli scritti, (R. Accademia Peloritana dei Pericolanti di Messina, Commemorazione del IV centenario di Francesco Maurolico, Messina, 1896) riedito con un'appendice di documenti nel 1901.
- Capitolazione della Terra di Savoca alle Armi francesi del 1676. Archivio Storico Messinese. 1906.